# Pécsi Dohánygyár
A Pécsi Dohánygyár egy gyár Pécsett. 1992 márciusában megvásárolta a londoni cégbejegyzésű British American Tobacco – első közép-európai befektetéseként. A beruházás eredményeként a Pécsi Dohánygyár kapacitása az évi 7 milliárd szál cigarettáról 14 milliárdra növekedett. Fokozatosan továbbfejlesztették a nagy hagyománnyal rendelkező Sopianae márkát. A Sopianae márka a magyar piacnak ma is majdnem a felét teszi ki. A dohánygyár a mintegy ötszáz dolgozójával a térség egyik legnagyobb ipari foglalkoztatója. A cég 2012-ben két új üzemcsarnok mellett komoly technológiai fejlesztést is végrehajtott.

## Története

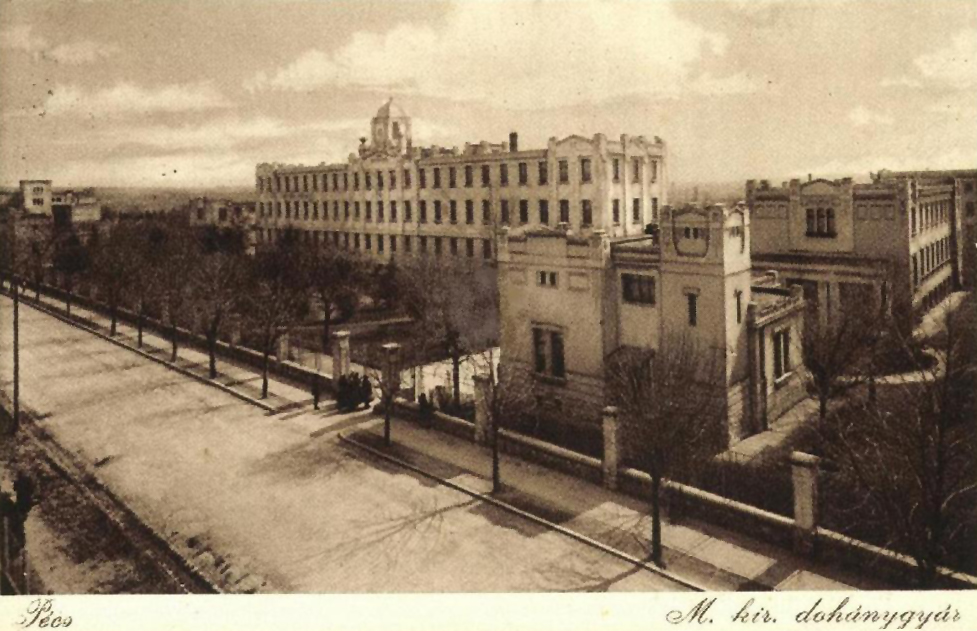
Régi képeslap a Pécsi Dohánygyárról

Az 1890-es években ötlött fel a pécsieknek, hogy városukban a kormány állami dohánygyárat létesítsen. Ezen óhajuk 1906-ban teljesedett be, amikor megszületett a törvény a gyár felépítéséről. A város ingyen adta a telket. A gyárat 1908-ban Zobel Lajos, Pollacsek és Epstein cége tervezte. Az építéssel a Schlauch és Károlyi céget bízták meg. Az építkezés 1913-ig tartott.
A gyár legelőször a pipadohánygyártásra és a szivarka előállításra állt rá. Ekkor a gyár még zömmel kézi munkával dolgozott. Az első vezetője Lóser Henrik volt, és a gyárban 336 munkást foglalkoztattak. Az első világháború idején, a megnövekedett cigarettakereslet következtében folyamatosan nőtt a pécsi gyárban dolgozók száma. A háború idején a gyár hadiüzemként dolgozott. Ám amikor Pécs városa 1918 novemberében szerb–antant megszállás alá került, a gyárat leszerelték és a teljes berendezését Szerbiába szállították.
A dohánygyár 1921. augusztusában került vissza Pécsre és a következő évben meg is indult újra gyártás. 1930-ban a gazdasági világválság ellenére a gyár remekül termelt. Az 1940-es években, a második világháború idején ismét megnőtt a pécsi dohánygyárban alkalmazottak száma. E háború után is a megszálló hadsereg szolgálatába állították a gyárat, de itt rombolás nem történt.
1949-ben a gyár nemzeti vállalattá vált. A szocializmus alatt egyre többen dohányoztak, így növelni kellett a termelést. Az 1950-es évektől itt készült a Fecske márka. A fejlesztéseknek köszönhetően 1973-ban vezették be a Sopianae márkát. Az aktívszenes filter jelentősen szűrte a kátrányt és az egyéb káros anyagokat. A megnövekedett termelés következtében nőtt a munkások száma is. Az 1970-80-as években 700 főt foglalkoztattak.
1992-ben a British American Tobacco vállalata megvásárolta a Pécsi Dohánygyárat. Ekkortól kezdve a gyárban nemzetközi márkákat is gyártottak, és modernizálták a telephelyet. A modernizálódott vállalat az ezredfordulóra Magyarországon 47%-os piaci részesedéssel bírt.
2005-től nőtt az export, és 2010-ben a 9,3 milliárd szálas éves termelési volumen 55%-a külföldön lett értékesítve.

## Termékei
- Pall Mall, Kent, Dunhill, Lucky Strike, Vogue, Sopianae, Peter Stuyvesant, Viceroy